# Morski park rozrywki
Morski park rozrywki (ang. marine theme park, niem. Meeres-Themenpark) – obiekt będący połączeniem akwarium publicznego oraz parku rozrywki. Szczególną formą morskich parków rozrywki są tzw. parki ssaków morskich (ang. marine mammal parks), wśród których najliczniejsze są delfinaria. Pierwszy morski  park rozrywki Sea Lion Park otwarto w 1895 na wyspie Coney Island w nowojorskim Brooklynie (zamknięto go w 1903). Morski park rozrywki często jest mylony z parkiem morskim.